# Bản thảo Voynich
Bản thảo Voynich là một cuốn sách chép tay có hình minh họa được viết bằng một hệ chữ viết chưa từng được ghi nhận trước đó trong lịch sử nhân loại được gọi là Voynichese (tiếng Voynich). Bằng cách tính tuổi bằng cacbon phóng xạ, người ta xác định rằng bản thảo Voynich xuất hiện vào khoảng đầu thế kỷ 15 (giai đoạn 1404-1438) và có thể đã được viết tại Ý trong thời kỳ Phục hưng. Vẫn còn nhiều tranh cãi về nguồn gốc, danh tính tác giả, và mục đích của bản thảo, nhưng giới học giả hiện vẫn đang thiếu các bản dịch và bối cảnh cần thiết để có thể xem xét hoặc loại bỏ một cách xác đáng bất kỳ khả năng nào. Các giả thuyết rất đa dạng, từ việc đây là văn tự của một ngôn ngữ tự nhiên hoặc một ngôn ngữ nhân tạo, một mật mã chưa giải được, một văn bản mã hóa, hay một dạng mật mã nào khác, cho đến khả năng đây là một trò lừa bịp, một tài liệu tham khảo (chẳng hạn như một mục lục hay tuyển tập văn hóa dân gian), một biểu hiện của hiện tượng nói tiếng lạ hoặc một tác phẩm hư cấu .
Chủ sở hữu đầu tiên được xác nhận là Georg Baresch, một nhà giả kim thuật thế kỷ 17 tại Praha. Bản thảo được đặt theo tên của Wilfrid Voynich, một nhà buôn sách người Ba Lan đã mua lại nó vào năm 1912. Bản thảo bao gồm khoảng 240 trang, nhưng có bằng chứng cho thấy nhiều trang đã bị thất lạc. Văn bản được viết từ trái sang phải, và một số trang là những tờ giấy gấp lại với các kích cỡ khác nhau. Hầu hết các trang đều có các hình minh họa và sơ đồ kỳ ảo, một số được tô màu một cách thô sơ, với các phần của bản thảo cho thấy hình người, các loài thực vật không xác định và các biểu tượng chiêm tinh.
Kể từ năm 1969, sau khi được Hans P. Krauss hiến tặng, nó được lưu giữ tại Thư viện Sách hiếm và Bản thảo viết tay Beinecke của Đại học Yale. Vào năm 2020, Đại học Yale đã công bố toàn bộ bản thảo trực tuyến trên trên website của thư viện số của trường, cho phép truy cập miễn phí vào phiên bản scan ở độ phân giải cao của bản thảo.
Bản thảo Voynich được nghiên cứu bởi rất nhiều nhà viết mật mã chuyên nghiệp và nghiệp dư, bao gồm cả những nhà giải mật mã Anh và Mỹ. Dù có một số nghiên cứu tự nhận rằng đã giải mã được bản thảo này. Tuy vậy, cho tới nay vẫn chưa có bản dịch hoặc cách dịch nào thực sự được xác thực. Sự bí ẩn về ý nghĩa và nguồn gốc của nó đã khơi dậy sự suy đoán và thôi thúc việc nghiên cứu.

## Mô tả

### Cổ bản học (Codicology)
Cổ bản học, hay các đặc tính vật lý của bản thảo, đã được giới nghiên cứu tìm hiểu. Bản thảo có kích thước 23,5 x 16,2 x 5 cm (9,3 x 6,4 x 2,0 inch), gồm hàng trăm trang giấy da bê được xếp thành 18 thếp giấy (quires). Tổng số trang vào khoảng 240, nhưng con số chính xác còn phụ thuộc vào cách đếm các trang gấp mở khác thường của bản thảo. Các thếp giấy được đánh số từ 1 đến 20 ở nhiều vị trí, sử dụng kiểu chữ số nhất quán với thế kỷ 15. Còn ở góc trên bên phải của mỗi trang bên tay phải (recto) được đánh số từ 1 đến 116, theo một kiểu chữ số ra đời muộn hơn. Dựa vào những khoảng trống trong cách đánh số các thếp giấy và các trang, có khả năng trước đây bản thảo từng có ít nhất 272 trang được đóng thành 20 thếp giấy, một vài trong số đó đã thất lạc từ trước cả khi Wilfrid Voynich mua lại bản thảo vào năm 1912. Có bằng chứng xác đáng cho thấy nhiều tờ gập đôi (bifolio) của sách đã bị sắp xếp lại thứ tự vào nhiều thời điểm khác nhau trong lịch sử của nó, và thứ tự ban đầu của các trang cũng khác so với ngày nay.

### Mực
Nhiều trang chứa các bản vẽ hoặc biểu đồ lớn được tô màu. Dựa trên phân tích hiện đại bằng kính hiển vi ánh sáng phân cực (PLM), người ta đã xác định rằng một chiếc bút lông ngỗng và mực muối sắt đã được sử dụng cho phần văn bản và các đường viền hình vẽ. Mực của các hình vẽ, văn bản, số trang và số thếp giấy có những đặc điểm vi thể tương tự nhau. Vào năm 2009, phép đo phổ tán sắc năng lượng tia X (EDS) cho thấy các loại mực này chứa lượng lớn carbon, sắt, lưu huỳnh, kali và canxi, cùng lượng nhỏ của đồng và đôi khi có cả kẽm. Phép đo EDS không cho thấy sự hiện diện của chì, trong khi phép nhiễu xạ tia X (XRD) đã xác định được kali chì oxit, kali hydro sulfat và syngenite ở một trong những mẫu được kiểm tra. Sự tương đồng giữa mực vẽ và mực viết gợi ý rằng chúng có cùng niên đại.

### Màu vẽ
Lớp màu vẽ được tô (một cách hơi thô) lên các hình vẽ đã được đi nét bằng mực, có thể là vào một thời điểm sau đó. Các loại màu xanh lam, trắng, nâu đỏ và xanh lục của bản thảo đã được phân tích bằng kính hiển vi ánh sáng phân cực (PLM), nhiễu xạ tia X (XRD), phổ tán sắc năng lượng tia X (EDS) và kính hiển vi điện tử quét (SEM).
- Màu xanh lam được xác định là khoáng vật azurite nghiền nhỏ, với một lượng vi lượng oxit đồng cuprite.
- Màu trắng có khả năng là hỗn hợp của lòng trắng trứng và canxi cacbonat.
- Đặc tính của màu xanh lục được xác định sơ bộ là do đồng và đồng-clo resinat; vật liệu kết tinh có thể là atacamite hoặc một hợp chất đồng-clo khác.
- Phân tích màu nâu đỏ cho thấy đây là đất son đỏ với các pha tinh thể là hematit và sắt sunfua. Một lượng nhỏ chì sunfua và palmierite cũng có thể có mặt trong màu nâu đỏ.

Các chất màu được sử dụng được cho là không đắt tiền.
Tuy là bản thảo chép tay song các nhà khoa học khẳng định rằng, không có một lỗi chính tả hay gạch xóa trong bản thảo Voynich. Điều đó chứng tỏ tác giả cuốn sách đã cân nhắc rất kĩ lưỡng trước khi đặt bút. Chủ đề trong cuốn sách cũng đa dạng, phong phú với nhiều hình ảnh về các lĩnh vực chiêm tinh, y khoa, sinh vật... Nhiều người cho rằng, đây có thể là tác phẩm của các tu sĩ dòng Phan-xi-cô và nhà bác học đại tài Roger Bacon.

## Cuốn sách là một sự "chơi xỏ"?[10]
Khi "định cư" tại ngôi nhà đại học Yale, Bản thảo Voynich trở thành cuốn sách quý nhất nơi đây nhờ cái khó hiểu của nó. Theo quan sát của nhà nghiên cứu Gordon Rugg, một số từ thông dụng thường được lặp đi lặp lại nhiều lần. Để nắm rõ hơn về bản chất của cuốn sách, Rugg đã vận dụng cả kỹ thuật tình báo thời nữ hoàng Elizabeth.
Ông Rugg phát hiện ra rằng, bản thảo Voynich vô cùng dễ hiểu nhờ một hệ thống mã hóa chế tạo vào khoảng năm 1550, có tên là bảng chữ Cardan. Áp dụng bảng chữ Cardan với các âm tiết có trong bản thảo Voynich, Rugg đã tạo ra một thứ ngôn ngữ với rất nhiều đặc điểm trùng với ngôn ngữ trên cuốn sách. Theo Rugg, chỉ cần 3 tháng là ông có thể tạo ra một cuốn sách hoàn chỉnh dựa trên Voynich.
Rugg tuyên bố: "Chắc chắn tác giả cuốn sách đã dùng bảng chữ Cardan để chơi khăm Rudolph II. Tôi đoán rằng, người muốn chơi xỏ Rudolph II nhất chính là Edward Kelley, một thợ rèn giỏi, một ảo thuật gia, đồng thời là nhà giả kim thuật người Anh. Có lẽ giữa Kelly và Rudolph có một hiềm khích lớn, cả hai dường như là những kẻ thù không đội trời chung của nhau. Năm 1584, ông ta đã đến Prague để gặp Rudolph và có lẽ không ngoài mục đích bán cuốn sách.
Với một tay bịp bợm vào tù ra tội như Kelly, chẳng có gì khó khăn khi tạo ra cuốn sách như thế. Hơn nữa, Rudolph lại là người tương đối cả tin và cuồng với những món đồ cổ nên việc Kelly phát tài nhờ Rudolph là điều dễ hiểu".
Tuy nhiên, đó vẫn hoàn toàn chỉ là phán đoán của nhà nghiên cứu Rugg, chưa có bằng chứng nào chứng minh được đây là một trò chơi khăm hay là một văn bản nghiên cứu về các giống cây cỏ lạ đã từng tồn tại trên trái đất.
Vào năm 2022, hai nhà nghiên cứu từ Đại học Yale là Daniel Gaskell và Claire Bowern đã công bố kết quả của một thí nghiệm, trong đó những người tham gia đã cố tình viết một văn bản vô nghĩa. Họ phát hiện ra rằng văn bản thu được thường có tính phi ngẫu nhiên cao và thể hiện nhiều đặc tính thống kê bất thường tương tự như bản thảo Voynich, củng cố cho giả thuyết rằng một số đặc điểm của văn bản có thể đã được tạo ra trong một trò lừa bịp..

## Xuất bản
Sau 10 năm nỗ lực thương lượng với Đại học Yale, Nhà xuất bản Siloe ở miền bắc Tây Ban Nha mới giành được quyền nhân bản cuốn sách. Theo thỏa thuận, Siloe được quyền làm 898 bản sao giống y hệt bản thảo Voynich, trung thực tới từng vết ố, từng vết rách của bản gốc. Nhà xuất bản dự định sẽ bán mỗi bản sao Voynich với mức giá khoảng 8.000 euro.

### Website phân tích
- Voynich.nu – René Zandbergen
- Voynich Manuscript Bibliography – Jim Reeds
- Voynich Manuscript Mailing List HQ – idem
- Extensive list of authors who published about the Voynich Manuscript – Jorge Stolfi
- Unsupervised Analysis of the Voynich Manuscript – Peter Bloem
- Voynich theories – Nick Pelling

### Tin tức và phim tài liệu
- World's most mysterious book may be a hoax – Nature news – summary of Gordon Rugg's paper directed towards a more general audience
- "The Mystery of the Voynich Manuscript" – Scientific American – ngày 21 tháng 6 năm 2004
- The Unread: The Mystery of the Voynich Manuscript – The New Yorker
- The Voynich Code: The World's Mysterious Manuscript – Austrian documentary, written and directed by Klaus T. Steindl
- Le mystère de l’indéchiffrable manuscrit Voynich reste entier – Le Monde – ngày 25 tháng 5 năm 2019